# Lilliehorn
Lilliehorn är namnet på två svenska besläktade ätter, varav en fortlever.

## Blasonering
"Een skiöld af silfver, hvar öfver ligger en röd biellcke, zijrad med 4 stiernor af guld. Öfver bielcken vijsa sig tvenne bara värjor i kors igenom en blå crono, och under den samma sees en röd lillia öfver tvenne i korsvijs lagde myrten qvistar. Ofvan på skiöllden står en röd lillia ofvan uppå en gyllende kuhla emillan tvenne med gull och blått hvar om annan i tvären fördelte buffelhorn. Krantzen och löfvärket är af gull, silfver, blått och rödt, aldeles som det här hoos afmålat finnes:"

## Historik
Ätten härstammar från Per Jönsson Berg, som levde på 1680-talet och var handelsman och borgare i Karlskrona, medan ättens geografiska ursprung räknas till det närbelägna Ronneby. Hans son, kaptenen vid Kalmar regemente Peter Berg (1688–1753), adlades 1719 med namnet Lilliehorn. Ätten introducerades på Sveriges Riddarhus år 1720, som adlig släkt nr: 1671 D. Med sin hustru Dorotea Leijoncrona fick Peter Lilliehorn sönerna Ulrik Theodor (1723–1769), Edvard (1726–1796) och Per Lilliehorn (1729–1798) politiker och sjöofficer, samt döttrarna Francoise Ulrika (1734–1768), Beata (1736–1778) och Emerentia Aurora (1740–?).

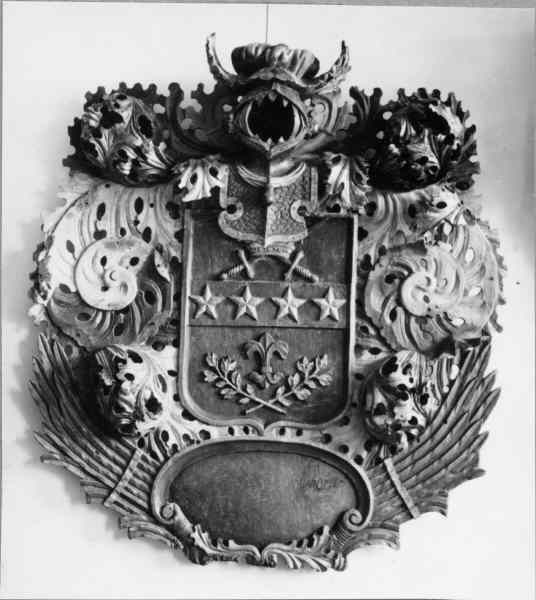
Begravningsvapen för major Peter Lilliehorn i Mönsterås kyrka.

Generallöjtnanten Per Ulrik Lilliehorn tillhör också släkten, och var med och grundade Kungliga Krigsvetenskapsakademien 1796. Till släkten hörde även Carl Pontus Lilliehorn (1758–1820), känd för sin inblandning i mordet på Gustav III, och landshövding Johan Fredrik Lilliehorn (1745–1811). Den sistnämnda blev 1800 friherre med succession av värdigheten på äldste sonen, son efter son. Den från honom härstammande friherrliga ättegrenen utslocknade 1856. Den adliga grenen fortlever. År 2023 bar 90 personer detta namn i Sverige.